# Стынгтраенг (город)
Стынгтраенг (кхмер. ស្ទឹងត្រែង) — город в северо-восточной части Камбоджи. Административный центр провинции Стынгтраенг.

## География
Абсолютная высота — 98 метров над уровнем моря. Расположен примерно в 400 км к северо-востоку от Пномпеня и в 50 км к югу от границы с Лаосом, на берегу реки Меконг, в месте впадения в неё крупного притока Сан.

## Население
По данным на 2013 год численность населения составляет 19 480 человек. Население представлено кхмерами и народом лао.
Динамика численности населения города по годам:
| 2008   | 2013   |
| ------ | ------ |
| 17 022 | 19 480 |

## Транспорт
Через город проходит камбоджийское национальное шоссе № 7. Имеется аэропорт Стынгтраенг, однако в настоящее время регулярное сообщение с ним не осуществляется.